# 61ª Divisione fanteria "Sirte"
La 61ª Divisione fanteria "Sirte" fu una grande unità di fanteria del Regio Esercito durante la seconda guerra mondiale. Era in particolare una divisione autotrasportabile tipo Africa Settentrionale, ovvero come le autotrasportabili metropolitane prevedeva la motorizzazione dell'artiglieria e dei supporti divisionali, ma con l'aggiunta di un battaglione di carri leggeri e l'eliminazione di ogni componente di animali da soma o da traino, vista la difficoltà di approvvigionamento di acqua e foraggio in ambiente desertico.

## Storia
La divisione trae origine dalla Brigata "Ancona", costituita il 1º agosto 1862 sul 69º e 70º Reggimento fanteria e sciolta il 15 marzo 1871. Nel 1937 i due reggimenti riconfluiscono, insieme al 43º Reggimento artiglieria "Sirte" nella neocostituita 55ª Divisione fanteria "Sirte", di tipo autotrasportabile A.S. (Africa Settentrionale).
Il 10 giugno 1940, al momento della dichiarazione di guerra, la divisione è dislocata sul confine libico-tunisino, fino a quando viene trasferita in Cirenaica, nella zona di Gambut, assegnata alla protezione delle retrovie. A dicembre, al momento dell'offensiva britannica, la divisione viene schierata a difesa di Tobruk e delle vie di comunicazione tra il Forte Capuzzo e Ain el-Gazala. Dopo violenti scontri, dall'8 gennaio 1941 i reparti della divisione vengono sottoposti a pesanti a logoranti bombardamenti. Investita alle spalle il 20 gennaio, il successivo 23 la divisione viene sciolta in seguito alla caduta degli ultimi capisaldi.

## Ordine di battaglia: 1940
- 69º Reggimento fanteria "Ancona"
- 70º Reggimento fanteria "Ancona"
- 43º Reggimento artiglieria "Sirte"
  - I Gruppo
  - II Gruppo
  - III Gruppo

## Comandanti 1937-1941
- Gen. D. Alberto Barbieri
- Gen. D. Valentino Babini
- Gen. B. Vincenzo Della Mura